# NGC 6549
NGC 6549= NGC 6550 ist eine 14,0 mag helle Spiralgalaxie vom Hubble-Typ Sbc im Sternbild Herkules und etwa 307 Millionen Lichtjahre von der Erde entfernt.
Sie bildet mit der nur ein Drittel so weit entfernten Galaxie NGC 6548 eine optische Doppelgalaxie und wurde am 27. Juli 1864 von Albert Marth entdeckt. Die Beobachtung von Édouard Stephan am 19. Juli 1882 führte auf Grund einer Fehlinterpretation von Dreyer unter NGC 6550 zu einem zweiten Eintrag im Katalog.